# Muppety z kosmosu
Muppety z kosmosu (ang. Muppets From Space, 1999) – amerykański film familijny, szósty film fabularny z występem muppetów i pierwszy po śmierci twórcy muppetów – Jima Hensona.

## Obsada
- Dave Goelz – Gonzo / Dr Bunsen Honeydew / Waldorf / Różne głosy
- Steve Whitmire – Kermit / Rizzo / Beaker / Różne głosy
- Bill Barretta – Pepe / Bobo / Johnny Fiama / Różne głosy
- Jerry Nelson – Robin / Statler / Ubergonzo / Floyd
- Brian Henson – Dr Phil Van Neuter / Sal Minella / Gadająca ryba
- Kevin Clash – Clifford
- Frank Oz – Miss Piggy / Fozzie / Zwierzę / Sam / Szwed
- Jeffrey Tambor – K. Edgar Singer
- F. Murray Abraham – Noah
- Rob Schneider – Producent TV
- Josh Charles – Agent Barker
- Ray Liotta – Gate Guard
- David Arquette – Dr Tucker
- Andie MacDowell – Shelley Snipes
- Pat Hingle – Generał Luft
- Hulk Hogan – Facet w czerni

i inne

## Wersja polska
Wersja polska: Master Film

Reżyseria: Małgorzata Boratyńska

Dialogi: Joanna Klimkiewicz

Dźwięk: Aleksandra Janikowska

W wersji polskiej udział wzięli:
- Włodzimierz Press – Kermit
- Mirosław Wieprzewski – 
  - Gonzo
  - Fozzie
- Małgorzata Drozd – Miss Piggy
- Robert Gonera – Rico
- Dariusz Odija – Prentro
- Marcin Troński – Clifford
- Paweł Szczesny – Cinger
- Jacek Bończyk – Pepe
- Tomasz Bednarek – Dr Bunsen Honeydew

oraz
- Anna Apostolakis
- Tadeusz Borowski
- Jarosław Domin
- Jacek Kałucki
- Cezary Kwieciński
- Jerzy Mazur
- Mieczysław Morański
- Ryszard Nawrocki
- Wojciech Paszkowski
- Radosław Pazura
- Iwona Rulewicz
- Brygida Turowska
- Krzysztof Zakrzewski